# Same Bitches
Same Bitches è un singolo dei rapper statunitensi Post Malone, YG e G-Eazy, pubblicato il 27 aprile 2018 su etichetta Def Jam.

## Tracce
1. Same Bitches – 3:32